# Zero Skateboards
Zero Skateboards (detta anche solo Zero) è una marca di skateboard statunitense che produce tavole, ruote, abbigliamento.

## Storia
La Zero Skateboards fu fondata nel 1996 dallo skater professionista (ed ancora in attività) Jamie Thomas quando quest'ultimo militava nella Toy Machine, che lasciò, diventando il primo pro (Professionista) della Zero Skateboards.

## Informazioni
Le tavole della zero vengono fatte a Tijuana, Mexico, da Cinco Maderas.
Zero Skateboards è considerata marca "Top-selling" in tutto il mondo.
Zero Skateboards fa parte della Black Box Distribution family (il proprietario è Jamie Thomas).
In Italia il distributore di tavole Zero è SRD Sport, che le distribuisce in tutti i negozi d'Italia.

## Prodotti
Le tavole Zero sono per la maggior parte di colore nero, e le grafiche con i teschi, corvi e altro si rifanno agli anni ottanta, la Zero inoltre offre al loro pubblico due diversi tipi di concave:
- Lo Shallow Grave (concave medio)
- L'Afterlife (concave alto)

## Video
- Thrill of it All (1997)
- Misled Youth (1999)
- Dying to Live (2002)
- New Blood (2005)
- Anthology 1996-2006 (2006)
- Strange world (2009)
- Cold War (in progresso)

## Team Professionisti
- Jamie Thomas
- Jon Allie
- John Rattray
- James Brockman
- Tommy Sandoval
- Ben Gilley
- Elissa Steamer

## Team Amatori
- Keegan Sauder
- Sheldon Meleshinski
- Tony Cervantes
- Garrett Hill

## Ex-Membri del Team
- Matt Mumford
- Erik Ellington
- Aaron Harrison
- Scott Coppelman
- Jud Ferguson
- Jim Greco
- Wade Burkitt
- Adrian Lopez
- Lindsay Robertson
- Chris Cole

## Wannabe Team
- Zach Vanmatre